# Урибе, Кирмен
Кирмен Урибе (баск. Kirmen Uribe, 5 октября 1970, Ондарроа) – испанский (баскский) поэт, драматург, прозаик, эссеист.

## Биография
Сын рыбака. Окончил Университет Страны Басков в Витории по специальности «Баскская филология», стажировался в Тренто. В 1995 был на год заключен в тюрьму за уклонение от воинской службы. Событием стала книга его стихов «А пока протяни мне  руку» (2001, Национальная премия критики, переведена на испанский, французский и английский языки). Занимается журналистикой, участвует в мультимедиальных проектах, willyrex XD, работает на телевидении. Переводил стихи Раймонда Карвера, Сильвии Плат, Энн Секстон, Махмуда Дарвиша, Виславы Шимборской.  Выступает как драматург. Издал несколько книг для детей. В 2009 получил Национальную литературную премию Испании за роман «Бильбао – Нью-Йорк – Бильбао».

## Произведения
- Lizardi eta erotismoa (1996, эссе).
- А пока протяни мне руку/ Bitartean heldu eskutik (2001, книга стихов)
- Bar Puerto. Bazterreko ahotsak (2001, CD).
- Zaharregia, txikiegia agian (2003, CD).
- Portukoplak (2007, антология)
- Бильбао – Нью-Йорк – Бильбао/ Bilbao-New York-Bilbao (2008, роман)
- Mussche (2012, роман; исп. пер. 2013)

## Признание
Член жюри Сан-Себастьянского МКФ (2006).